# Ackermans & van Haaren
Ackermans & van Haaren (часто скорочено AvH) є диверсифікованою групою, що працює в таких галузях: морський інжиніринг та підряд (DEME, одна з найбільших днопоглиблювальних компаній у світі; CFE, будівельна група зі штаб-квартирою в Бельгії), приватний банкінг (Delen Private Bank, один з найбільших незалежних приватних менеджерів активів у Бельгії та менеджер активів JM Finn у Великобританії; Bank Van Breda, нішевий банк для підприємців та ліберальних професій у Бельгії), нерухомість (Nextensa, інтегрована інтегрована група з питань нерухомості, що котирується на біржі), енергетика та ресурси (SIPEF, агропромислова група з питань тропічного сільського господарства), а також інвестиції в капітал росту.
Група фокусується на обмеженій кількості стратегічних проектів зі значним потенціалом зростання. Акції AvH котируються на біржі Euronext в Брюсселі та входять до індексу BEL20 та європейського індексу DJ Stoxx 600.

## Історія
Компанія була заснована в 1880 році як днопоглиблювальна компанія. Хоча Ackermans & van Haaren зараз є холдинговою компанією, вона все ще активно працює в секторі днопоглиблювальних робіт через свою дочірню компанію DEME..